# George Atwood
Pour les articles homonymes, voir Atwood.
George Atwood  né le 17 octobre 1745 à Londres et décédé à Westminster dans cette même ville le 11 juillet 1807, est un physicien anglais. 

## Biographie
Il fait ses études à Westminster School et à Trinity College (Cambridge).
Professeur de physique à Cambridge, il vérifie la valeur de l'accélération de la pesanteur (aussi appelée la loi fondamentale de la dynamique) dans la célèbre machine d'Atwood.
Il est lauréat de la Médaille Copley en 1796.
Il laisse :
- un Traité sur le mouvement rectiligne et la rotation des corps (Treatise on the rectilinear motion and rotation of bodies), 1784
- un Cours sur les principes de la physique, 1784
- des Recherches sur la théorie du mouvement des balanciers des horloges...